# めるくまーる
株式会社めるくまーるは、日本の出版社。精神世界の本を多く出版している。

## 概要
設立は昭和46年5月20日(西暦1971年)。 めるくまーるとはドイツ語「MERKMAL」で「目印・目標・道しるべ」などを意味する。さまざまな文化活動の前線を注視しつつ、その中から真に共感し得る方向性を選び取り、人類進化の「道しるべ」となるべき書物を紹介してゆきたいという願いから、社名が「めるくまーる」とついた。精神世界の本、ネイティブ・アメリカンの本、海外文学、日本文学、経済・社会の本、アートの本、などを出版している。

## 主な出版物
- 「存在の詩」TANTRA THE SUPREME UNDERSTANDING　OSHO 著／星川 淳 訳 2020/07
- 「インディアン・スピリット」マイケル・オレン・フィッツジェラルド＆ジュディス・フィッツジェラルド編　山川純子/訳 （解説：菅啓次郎）舩木卓也/演奏 2011/02
- 「ヒプノタイジング・マリア」リチャード・バック 著　天野惠梨香 訳　/　和田穹男 監訳　2013/08
- 「加納大尉夫人・オンバコのトク」佐藤愛子著　2018/04
- 「財政支出ゼロで220億円の新庁舎を建てる」豊島区の行財政改革と驚異の資産活用術　溝口禎三 著（ふるさと豊島を想う会 事務局長）2012/08

- 「折紙包み 日本の紙遊び」Japanese Traditions in Origami Art, Packaging in ORIGAMI, Bilingual edition in English and Japanese.希夢工房編・著　横川三希子（企画・デザイン・文）／ 横川　巧（折形コンストラクション・製図・レイアウト）2011/09

## 関連文献
- 「ルポ現代のスピリチュアリズム」織田淳太郎　宝島社 新書 239p  2010/03